# Magliophis
Magliophis är ett släkte ormar i familjen snokar. Släktet tillhör underfamiljen Dipsadinae som ibland listas som familj.
Vuxna exemplar är med en längd av 30 till 45 cm (utan svans) små ormar. De förekommer i Puerto Rico och på Jungfruöarna i Västindien. Individerna lever i skogar och buskskogar. De har antagligen ödlor av släktet Anolis som föda. Honor lägger ägg.
Arter enligt The Reptile Database:
- Magliophis exiguus syn. Magliophis exiguum
- Magliophis stahli